# Nataša Čmyreva
Natal'ja "Nataša" Čmyreva, accreditata come Natasha Chmyreva dalla WTA (in russo Наталья "Наташа" Чмырева?; 28 maggio 1958 – 16 agosto 2015), è stata una tennista sovietica.

## Carriera
In carriera ha raggiunto una finale di doppio al Kent Championships nel 1976, in coppia con la connazionale Ol'ga Morozova. Nei tornei del Grande Slam ha ottenuto il suo miglior risultato raggiungendo le semifinali nel singolare agli Australian Open nel 1975.
In Fed Cup ha disputato un totale di 12 partite, ottenendo 9 vittorie e 3 sconfitte.

## Statistiche

### Doppio

#### Finali perse (1)
| Numero | Anno           | Torneo                        | Superficie | Compagna       | Avversarie in finale             | Punteggio |
| 1.     | 13 giugno 1976 | Kent Championships, Beckenham |            | Ol'ga Morozova | Brigette Cuypers Annette Van Zyl | 7-9, 4-6  |